# Бертонов мост
Бертонов мост — автодорожный железобетонный балочный мост-плотина через реку Тызьва в Павловске (Пушкинский район Санкт-Петербурга). Располагается в створе Елизаветинской улицы. Объект культурного наследия России федерального значения, входит в состав ансамбля «Парк „Мариенталь“».

## Название
Первоначально мост назывался Кираси́рским, по располагавшимся рядом казармам лейб-гвардии Кирасирского полка. Современное название появилось в начале XIX века. Топоним происходит от фамилии камердинера императора Павла I статского советника Бертона, владевшего в 1794—1810 годах дачей вблизи этого места на левом берегу Тызьвы. Официально название моста утвердили 6 ноября 1997 года.

## История
Мост построен в 1790-х годах. Существующий мост-плотина построен в период с февраля 1986 года по июнь 1988 года по проекту института «Ленгипроинжпроект» (главный инженер проекта А. А. Соколов). Сооружение возвели на месте пришедшего в ветхое состояние арочного моста из известняковых плит. С верховой стороны мост был уширен круглой железобетонной трубой. Строительство выполнило СУ-3 треста «Ленмостострой» под руководством директора С. Д. Иванова.

## Конструкция
Мост-плотина представляет собой сооружение из сборного железобетона с железобетонными опорами на естественном основании (расчётная схема моста — однопролётная балка). Внутри сечения моста размещается монолитная железобетонная водосливная плотина на естественном основании. Пропуск воды через плотину осуществляется по каскаду ступенчатого профиля. В основании плотины для пропуска воды при незаполненном водохранилище уложена металлическая труба диаметром 1,0 м. Длина моста составляет 46,1 м, ширина – 16,5 м.
Мост предназначен для движения автотранспорта и пешеходов, а также обеспечивает обводнение парковых водоёмов Пушкина и Павловска. Проезжая часть моста включает в себя 2 полосы для движения автотранспорта. Покрытие проезжей части и тротуаров — асфальтобетон. Тротуары отделены от проезжей части железобетонными блоками барьерного ограждения, поверхность которых, обращенная в сторону проезжей части, покрыта металлом. Перильное ограждение на мосту включает чугунные балясины, установленные между металлическим поручнем и подперильным камнем, и гранитные тумбы розового цвета. Для освещения моста по краям  тротуаров установлено 4 стойки-светильников, выполненных по типу светильников Петропавловской крепости. С обоих берегов на подходах к мосту в пределах поймы реки устроены монолитные железобетонные подпорные стенки, свободное пространство между которыми заполнено грунтом. Фасады моста и подпорные стенки с верховой и низовой сторон облицованы розовым гранитом.